# Scallow Beck
Der Scallow Beck ist ein Wasserlauf in Cumbria, England.
Der Scallow Beck entsteht östlich von Rowrah. Er fließt in nördlicher Richtung bis zu seinem Zusammenfluss mit dem Colliergate Beck zum River Marron.